# 306e régiment d'infanterie (France)
Le 306e régiment d'infanterie (306e RI) est un régiment d'infanterie de l'Armée de terre française constitué en 1914 avec les bataillons de réserve du 106e régiment d'infanterie.
À la mobilisation, chaque régiment d'active créé un régiment de réserve dont le numéro est le sien plus 200. 

## Création et différentes dénominations
- août 1914 : 306e Régiment d'Infanterie
- 17 juin 1916 : Dissolution

## Chefs de corps
1914 : Le Lieutenant-colonel Sardi, commandant en second du 106e régiment d'infanterie, prend le commandement du 306e RI

## Historique des garnisons, combats et batailles du306eRI

### Première Guerre mondiale

#### Affectations
Châlons, 137e Brigade d'Infanterie, 69e Division d'Infanterie, 6e Région, 4e Groupe de réserve.
- 69e Division de Réserve d'août 1914 à juin 1916

#### 1914
Dès fin juillet 1914, les opérations de la mobilisation s'exécutent à la caserne Chanzy de Châlons-sur-Marne. Les réservistes arrivent en masse, principalement du territoire de la 6e Région Militaire, laquelle comprenait les départements de l'Aisne, de l'Oise, de la Marne, des Ardennes, de la Meuse. Des Bretons et des Parisiens complètent l'effectif. Le régiment de réserve est aussitôt formé et prend le numéro 306 (on ajoute "200" au numéro du régiment de l'active). Le Lt Colonel Sardi, commandant en second du 106e Régiment d'Infanterie, prend le commandement du 306e RI et de nombreux officiers d'active du 106 le rejoignent également pour former l'ossature de cette unité qui sera constituée avec une grande partie de réservistes ayant fait leur service au 106.

#### 1915
L'Aisne: Cys-la-Commune, bords de L'aisnes, Maisons-noires, Presles.

#### 1916
Verdun : Le Mort-Homme, bois Bouchet, Chattancourt.

Dissolution du régiment le 15 juin 1916 ; les soldats rejoignent le 251e régiment d'infanterie, 287e régiment d'infanterie et le 332e régiment d'infanterie pour former leur 3e bataillon.

## Drapeau

Dessin du revers du drapeau du.

Il porte, cousues en lettres d'or dans ses plis, les inscriptions suivantes :
- La Marne 1914
- Verdun 1916

## Décorations décernées au régiment
Sa cravate est décorée de la Croix de guerre 1914-1918  avec une palme (une citation à l'ordre de l'armée).

## Sources et bibliographie
- À partir du Recueil d'Historiques de l'Infanterie Française (Général Andolenko - Eurimprim 1969)
- le 306e R.I